# Верхнє Ломамі
Верхнє Ломамі (фр. Haut-Lomami) — провінція Демократичної Республіки Конго, розташована на півдні країни. Адміністративний центр — місто Каміна.

## Географія
До конституційної реформи 2005 року Верхнє Ломамі була частиною колишньої провінції Катанга. По території провінції протікає річка Ломамі.

## Населення
Населення провінції — 2 540 127 чоловік (2005).

## Території
- Букама[en]
- Кабонго
- Каміна
- Каніама
- Малемба-Нкулу